# Hirakata
Hirakata (jap. 枚方市, -shi) ist eine Stadt in der Präfektur Osaka auf Honshū, der Hauptinsel von Japan. Die Stadt liegt am  Fluss Yodo.

## Geographie
Hirakata liegt nordöstlich von Osaka und Sakai.

## Geschichte
Hirakata wurde am 1. August 1947 gegründet.

## Sehenswürdigkeiten

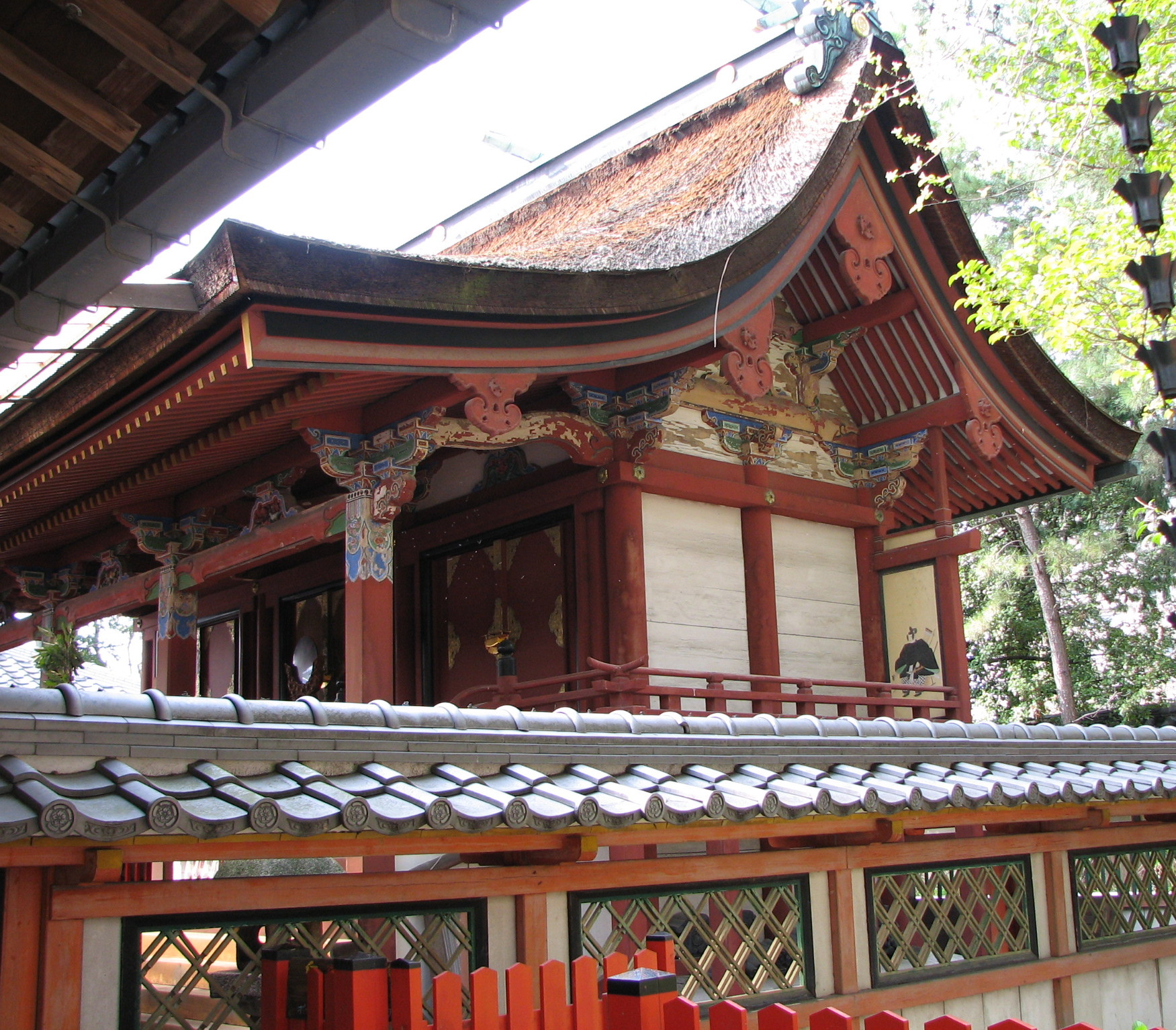
Honden des Katano-jinja

In der Nähe liegt der 300 Meter hohe Berg Kunimi-yama. Weitere Sehenswürdigkeiten sind mehrere Parks, der Yamada-See, der Tempel Kudara-ji, der Shintō-Schrein Katano-jinja und der Freizeitpark Hirakata Park.

## Wirtschaft

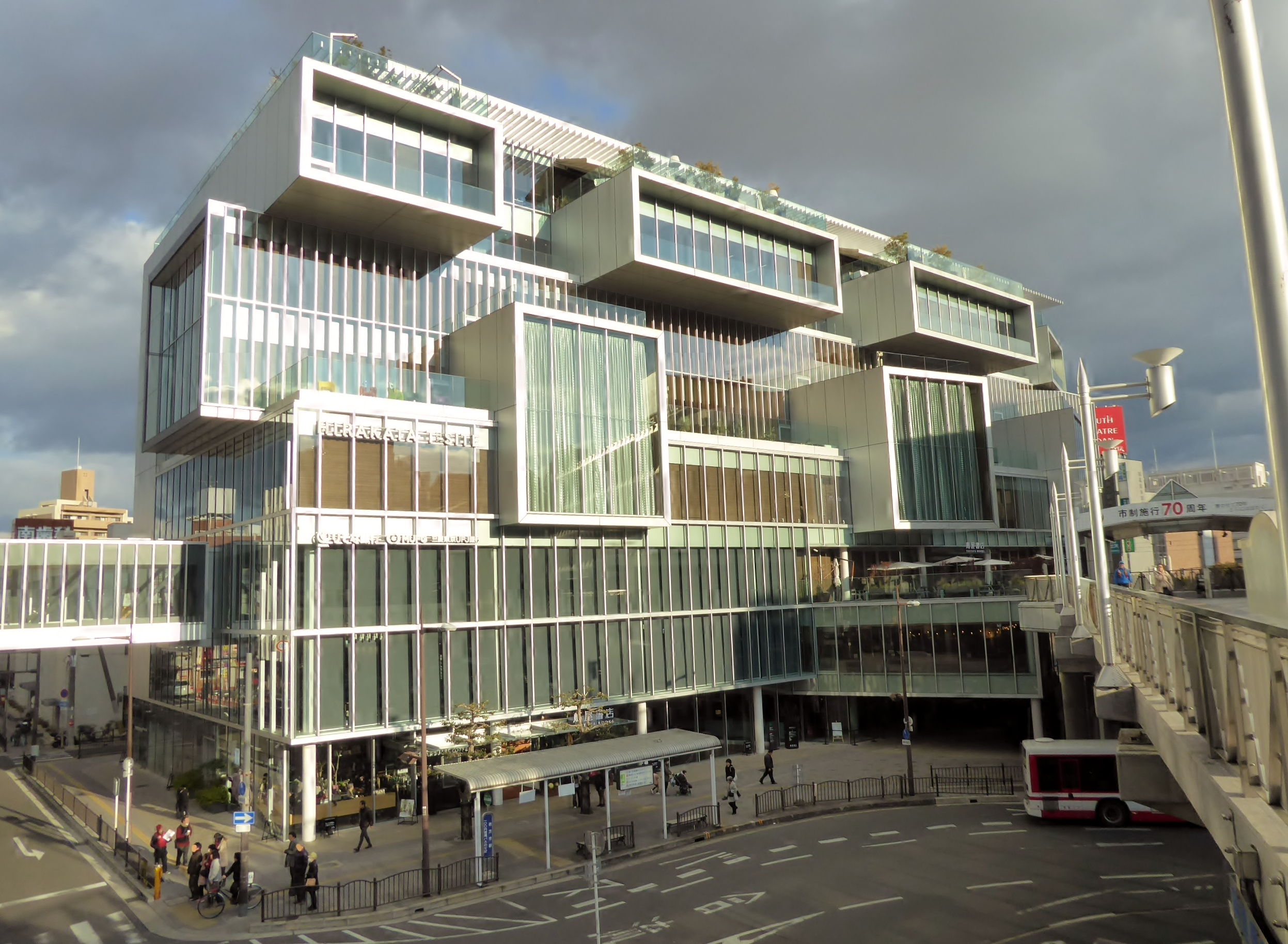
Hirakata T-SITE

Wirtschaftlich bedeutsam sind Metallindustrie, Maschinenbau, so hat die Firma Kubota hier ein Werk, und Textilherstellung. In früherer Zeit war die Stadt auch ein wichtiger Binnenhafen, der jedoch mit der Ausweitung des Schienennetzes an Bedeutung verlor.

## Verkehr
Hirakata ist an die Chūgoku-Autobahn, die Meishin-Autobahn und die Nationalstraßen 1, 168, 170 und 307 angeschlossen. Mit dem Zug kann man mit der Keihan Hauptlinie, der Keihan Katano-Linie und der JR Katamachi-Linie fahren.

## Söhne und Töchter der Stadt
- Shinobu Asagoe (* 1976), Tennisspielerin
- Hikaru Nakamura (* 1987), Schachspieler
- Naoyuki Yamada (* 1987), Fußballspieler
- Masahito Noto (* 1990), Fußballspieler
- Katsuhisa Inamori (* 1994), Fußballspieler
- Keiya Sentō (* 1994), Fußballspieler
- Mariko Morimoto (* 1995), Dreispringerin
- Haruto Shirai (* 1999), Fußballspieler
- Keita Matsuda (* 2000), Fußballspieler

## Angrenzende Städte und Gemeinden
Hirakata grenzt an Takatsuki, Neyagawa, Katano, Ikoma, Kyōtanabe und Yawata.